# Labroquère
Labroquère – miejscowość i gmina we Francji, w regionie Oksytania, w departamencie Górna Garonna.
Według danych na rok 1990 gminę zamieszkiwało 271 osób, a gęstość zaludnienia wynosiła 62 osoby/km² (wśród 3020 gmin regionu Midi-Pyrénées Labroquère plasuje się na 793. miejscu pod względem liczby ludności, natomiast pod względem powierzchni na miejscu 1542.).